# 印染 (期刊)
《印染》创刊于1975年，是中国大陆工程科技类月刊，编辑部位于上海市。此刊物由上海市纺织科学研究院有限公司，全国印染科技信息中心主办。
《印染》在2018年被中华人民共和国国家新闻出版广电总局新闻报刊司评为2017年全国“百强报刊”。